# بیسکوپیتسه (ناحیه پروستییوف)
بیسکوپیتسه (به چکی: Biskupice) یک منطقهٔ مسکونی در جمهوری چک است که در ناحیه پروستییوو واقع شده‌است. بیسکوپیتسه ۴٫۱۴ کیلومتر مربع مساحت و ۲۵۸ نفر جمعیت دارد و ۲۰۷ متر بالاتر از سطح دریا واقع شده‌است.